# Tospitis brunneiplaga
Tospitis brunneiplaga là một loài bướm đêm thuộc phân họ Arctiinae, họ Erebidae.